# Тука Ментиле
Тука Ментиле (фин. Tuukka Mäntylä; 25. мај 1981, Тампере, Финска) професионални је фински хокејаш на леду који игра на позицији одбрамбеног играча.
Тренутно игра за фински тим ХК Тапара из Тампереа у Хокејашкој лиги Финске.
Са сениорском репрезентацијом Финске освојио је две сребрне медаље на светским првенствима (СП 2007. и СП 2014) и једну бронзану медаљу (на СП 2006).

## Каријера
Професионалну играчку каријеру Ментиле је започео 1999. у екипи Тапаре из Тампереа, тима у којем је начинио и своје прве хокејашке кораке. Већ од прве сезоне Ментиле је постао стандардни првотимац у свом клубу. Први велики клупски успех остварио је у сезони 2000/01. када је играо у финалу финског плеј-офа (исти успех остварио је и наредне сезоне). Исте године учествовао је на улазном драфту НХЛ лиге где га је као 153. пика у 5. рунди драфта одабрала екипа Лос Анђелес Кингса. И после драфта наставио је са играма у Финској, а у сезони 2002/03. освојио је титулу националног првака са Тапаром. 
Након те титуле прелази у редове шведске Лулее у Шведској елитној лиги где је провео наредне две сезоне током којих је одиграо тачно 100 утакмица, уз учинак од 39 поена (15 голова и 24 асистенције). По окончању уговора са шведским тимом, у марту 2005. враћа се у матичну Тапару у којој је играо наредне две сезоне. 
У марту 2007. поново одлази у Шведску, овај пут у редове екипе Фролунда у којој је одиграо две сезоне (укупно 116 утакмица уз 34 бода). У априлу 2009. по трећи пут се враћа у Тапару са којом потписује рекордни десетогодишњи уговор уз клаузулу да има право у случају повољне финансијске понуде да потпише неки од иностраних клубова. На основу те клаузуле је у октобру 2011. потписао уговор до краја сезоне са Нижњекамским КХЛ лигашем Њефтехимиком.
Потом се поново вратио у Финску и одиграо целу сезону 2012/13. у редовима Тапаре, а свој тим предводио је као капитен. Захваљујући одличним играма током целе сезоне, те чињеници да је поново играо финале националног плеј-офа, Контиола је именован у идеалну поставу целог првенства за ту сезону. 
Сезону 2013/14. одиграо је у КХЛ лиги у редовима Новокузњецког Металурга, а од сезоне 2014/15. поново је играч у редовима финске Тапаре.

### Репрезентативна каријера
За национални тим играо је за све старосне селекције, а највећи успех остварио је са селекцијом до 18 година са којом је 1998. освојио сребрну медаљу на европском, односно златну на светском првенству 1999. године. Са селекцијом до 20 година освојио је сребрну медаљу на светском првенству 2000, а на истом такмичењу уврштен је у идеалну поставу турнира. 
За сениорску репрезентацију на великој сцени дебитовао је на Светском првенству 2004. на којем је селекција Финске освојила тек 6. место. Ментиле је на том турниру одиграо 7 утакмица и забележио учинак од 2 асистенције. Прву сениорску медаљу са националним тимом освојио је на СП 2006. у Риги, и то бронзану. Већ наредне године „попео“ се на степеник више на победничком постољу, пошто је на СП 2007. у Русији Финска освојила сребрну медаљу. 
На СП 2014. у Минску освојио је нову сребрну медаљу. На том турниру одиграо је свих 10 утакмица и забележио одличних 5 поена (2 гола и 3 асистенције).